# I den grønne skov
I den grønne skov er en dansk film fra 1968, et romantisk drama for voksne om to unge mænds problemer med at forstå kærligheden. Hele filmen foregår i Dyrehaven, hvor de to arbejder som hhv. tjener og pianist på Bakkens Hvile. Filmen er udformet som semi-musical i en impressionistisk stil med minimal handling. I en siderolle som velhavende singlekvinde ses Bodil Kjer, hendes første filmrolle siden triumfen i Mød mig på Cassiopeia (1951).
- Manuskript Klaus Rifbjerg.
- Instruktion Palle Kjærulff-Schmidt.

## Medvirkende
Blandt de medvirkende kan nævnes:
- Peter Steen
- Yvonne Ingdal
- Ellen Winther Lembourn
- Morten Grunwald
- Bodil Kjer
- Mime Fønss
- Jesper Langberg
- Ingolf David
- Kirsten Rolffes
- Hans W. Petersen
- Gyda Hansen
- Birgit Brüel
- Kirsten Walther
- Kjeld Jacobsen
- Bjørn Puggaard-Müller
- Claus Ryskjær

## Eksterne links
- I den grønne skov på Internet Movie Database (engelsk)
- I den grønne skov på Filmdatabasen
- I den grønne skov på danskefilm.dk
- I den grønne skov på danskfilmogtv.dk
- I den grønne skov i Svensk Filmdatabas (svensk)
- I den grønne skov på AllMovie (engelsk)
- I den grønne skov på The Movie Database (engelsk)